# Dubai South
Dubai South (trước đây gọi là Dubai World Central) là sự phát triển hiện đang được xây dựng ở Dubai, Các Tiểu vương quốc Ả Rập thống nhất. Đây sẽ là một khu kinh tế hỗ trợ một số hoạt động bao gồm logistics, hàng không, thương mại, triển lãm, nhân đạo, dân cư và các doanh nghiệp liên quan khác trên sân bay quốc tế Al Maktoum với công suất hàng năm là 12 triệu tấn và 160 triệu hành khách. Diện tích xây dựng là 140 km2, gấp gần 2 lần diện tích của đảo Hồng Kông. Vị trí này được ước tính là ngôi nhà tương lai của 900.000 người. Dubai World Central kết hợp với Sân bay quốc tế Al Maktoum dự kiến sẽ thu hút thêm lượng hành khách du lịch đến Trung Đông, được thiết kế để xử lý 20 triệu du khách mỗi năm vào năm 2020. Sự phát triển đã được thiết kế dựa trên ba yếu tố chính: vị trí địa lý của Dubai, tầm quan trọng của các sân bay ở khu vực Trung Đông và khu vực hàng không bùng nổ ở khu vực. Dubai World Central đóng vai trò là trung tâm thị trường MENASA, phục vụ gần một phần tư dân số thế giới và làm ra 3,6 nghìn tỷ đô la trong kinh doanh trong năm 2009.

## Lịch sử
Lần đầu tiên, kế hoạch xây dựng Trung tâm Thế giới Dubai được trình bày vào ngày 2 tháng 5 năm 2006 tại triển lãm "Thị trường du lịch Ả Rập 2006", dành riêng cho du lịch ở Trung Đông.
Việc xây dựng khu phức hợp được chia thành ba giai đoạn, phần đầu tiên kết thúc vào mùa hè năm 2010 với việc mở sân bay Al Maktoum.
Vào tháng 8 năm 2015, tên được đổi thành Dubai South.
Sau khi hoàn thành, dự án đang được triển khai qua nhiều giai đoạn trong những thập kỷ tới, sẽ có năm đường băng, bốn nhà ga và sức chứa 160 triệu hành khách và 12 triệu tấn hàng hóa mỗi năm.

## Khu vực
Sự phát triển sẽ bao gồm các dự án phát triển phụ sau đây:
- Khu dân cư Dubai World Central
- Dubai World Central Logistics City
- Công viên Doanh nghiệp Dubai World Central
- Thành phố thương mại Dubai World Central
- Thành phố hàng không Dubai World Central
- Sân bay quốc tế Al Maktoum (DWC)
- Làng nhân viên Dubai World Central
- Dubai World Central Golf City